# 2 Pułk Artylerii Konnej
2 Pułk Artylerii Konnej (2 pak) – oddział artylerii konnej Wojska Polskiego II Rzeczypospolitej.
Na podstawie doświadczeń z wojny polsko–bolszewickiej uznano za korzystne tworzenie dywizji jazdy, w skład których wchodzić miały trzy brygady jazdy, każda z nich w składzie dwóch pułków jazdy oraz pułku artylerii konnej.
Na podstawie zarządzenia szefa Oddziału I Ministerstwa Spraw Wojskowych z 13 lutego 1921 roku, zarządzono formowanie trzech dowództw pułków artylerii konnej.
Dowództwo 2 pułku artylerii konnej organizowano na bazie baterii zapasowej artylerii konnej nr 2 we Lwowie. Miejscem postoju dowództwa był Lwów. Formowanie rozpoczęto 18 kwietnia 1921 roku. Dowódcą został ppłk Witold Kuczewski.
Przyjęcie organizacji jazdy opartej na systemie brygadowym spowodowało bezzasadność istnienia dowództw pułków artylerii konnej. W związku z tym z dniem 10 października 1921 roku pułk został rozwiązany. 

## Struktura organizacyjna
- dowództwo 2 pułku artylerii konnej we Lwowie
- 3 dywizjon artylerii konnej
- 6 dywizjon artylerii konnej
- 8 dywizjon artylerii konnej
- 9 dywizjon artylerii konnej